# Berrya rotundifolia
Berrya rotundifolia là một loài thực vật có hoa trong họ Cẩm quỳ. Loài này được (Benth.) Domin mô tả khoa học đầu tiên năm 1930.